# Classic Songs, My Way
Classic Songs, My Way è un doppio album in studio pubblicato da Paul Anka nel 2007. Segue la stessa formula del suo lavoro precedente, Rock Swings del 2005.

## Tracce
Gli autori/esecutori originali sono riportati fra parentesi.

### Disco 1:My Way
1. Time After Time (Cyndi Lauper)
2. Get Here (Oleta Adams)
3. Mr. Brightside (The Killers)
4. Waiting for a Girl Like You (Foreigner)
5. Ordinary World (Duran Duran)
6. Heaven (Bryan Adams)
7. Bad Day (Daniel Powter)
8. I Go to Extremes (Billy Joel)
9. Both Sides, Now (Joni Mitchell)
10. You Are My Destiny con Michael Bublé
11. Walking in Memphis (Marc Cohn)
12. Against the Wind (Bob Seger)
13. My Way con Jon Bon Jovi

### Disco 2:Classic Songs
1. Diana
2. Don't Gamble with Love
3. I Love You Baby
4. You Are My Destiny
5. Crazy Love
6. My Heart Sings
7. Lonely Boy
8. Put Your Head On My Shoulder
9. My Home Town
10. Puppy Love
11. Adam & Eve
12. Tonight My Love, Tonight
13. Cinderella
14. Dance On Little Girl
15. A Steel Guitar & A Glass Of Wine
16. It Doesn't Matter Anymore
17. Ogni Volta
18. Les Filles De Paris
19. I'm Not Anyone con Sammy Davis Jr
20. You Are My Destiny (Instrumental Reprise)[1]